# Irving Fisher

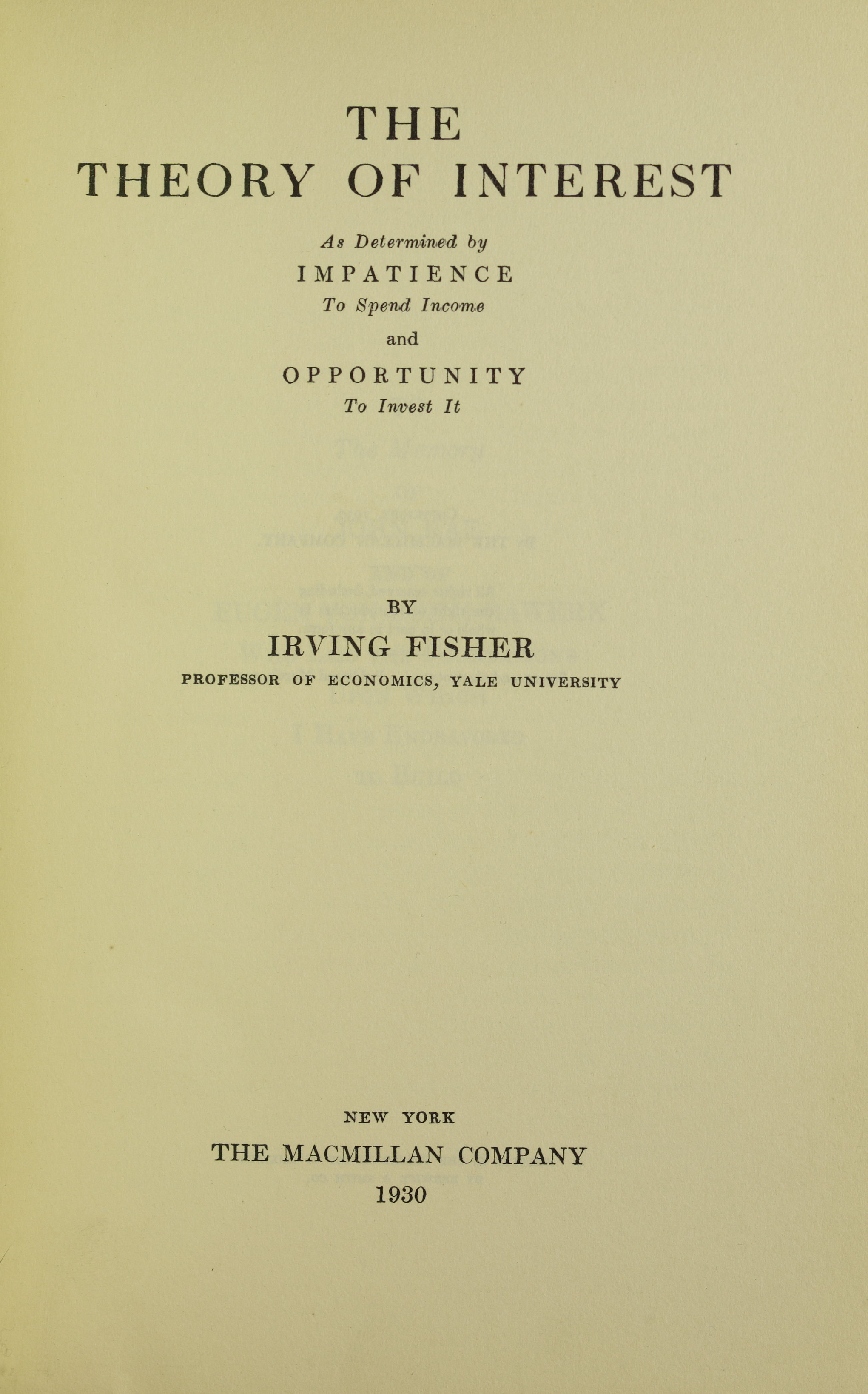
Theory of interest as determined by impatience to spend income and opportunity to invest it, 1930

Irving Fisher, född 27 februari 1867, död 29 april 1947, var en amerikansk nationalekonom som bland annat skapade Fisherhypotesen och Fishers separationsteorem.
Fisher studerade först matematik och fysik och blev lärare i matematik vid Yale University samt biträdande professor i samma ämne 1893. Efter studieresor i Europa 1893-94 ägnade sig emellertid Fisher åt nationalekonomin, övertog 1895 en lärarbefattning i detta ämne och var från 1898 professor i nationalekonomi vid Yale. I Fishers omfattande produktion kan märkas en stark påverkan från den österrikiska gränsnytteskolan och Eugen von Böhm-Bawerk. Fisher visade en självständig med gränsnytteteoretisk inställning till kapitalbegreppet i The nature of capital and income (1906) och i den skarpsinniga The rate of interest (1907). Hans egna mest vägande insatser torde ligga på penningteorins område. I The purchasing power of money (1912) inte bara fördjupade Fisher kvantitetsteorin utan framlade även ett förslag till penningväsendets stabilisering. En sjunkande prisnivå leder till en stegring av penningens värde. Denna värdestegring ville Fisher undvika genom att låta dollarn motsvara en minskad kvantitet guld, "compensated dollar". Fisher ägnade sig även åt utarbetandet av indexsystem och framlade resultaten av sina undersökningar i The making of index numbers (1922) och Mathematical investigations in the theory of value and prices (1925). Från 1923 publicerade Fisher sitt eget prisindex, som från 1927 utarbetades av det av Fisher ledda Index Number Istitute. Fisher gjorde sig även känd som en varm anhängare av spritförbudet och försökte även med statistiska uppgifter visa, att förbudet innebar en stark ökning av produktiviteten hos USA:s näringsliv. Även som praktisk affärsman gjorde Fisher en insats. Han var bland annat direktör för ett företag som exploaterade ett av honom själv uppfunnet kortsystem. Fisher var 1896-1910 redaktör för Yale review. Bland hans övriga skrifter märks Elementary principles of economics (1913), Stabilizing the dollar (1920), samt Theory of interest (1930).